# Хуторское (Днепропетровская область)
Хуторское (укр. Хутірське) — село,
Хуторский сельский совет,
Петриковский район,
Днепропетровская область,
Украина.
Код КОАТУУ — 1223783101. Население по переписи 2001 года составляло 2168 человек .
Является административным центром Хуторского сельского совета, в который не входят другие населённые пункты.

## Географическое положение
Село Хуторское находится на берегу реки Чаплинка,
выше по течению примыкает село Чаплинка,
ниже по течению примыкает село Малая Петриковка.
Через село проходит автомобильная дорога Т-0414.

## История
- Временем основания села Хуторское считается XVII век.
- Первое письменное упоминание о селе относится к 1786 году.

## Экономика
- ООО «Хуторское».

## Объекты социальной сферы
- Школа.
- Амбулатория.
- Дом культуры.